# Видинска крепост
 Тази статия е за градската крепост на Видин.  За замъка-цитадела във Видин вижте Баба Вида.  
Видинската крепост, позната като Калето (българизиран превод от турски: Крепостта), наричана Девствената крепост, е средновековна градска крепост за защита на Видин, на неговия гарнизон и на замъка-цитадела на видинския владетел или управител.
Тя е архитектурен и строителен паметник с национално значение.
Общата отбранявана площ е около 7 квадратни километра, включвайки външен град (кв. Варош) и вътрешен град (ок. 1,5 кв. км) – със замък за местния владетел, управленски и жилищни сгради за гарнизона и знатните жители. Крепостни стени с воден ров са ограждали вътрешния град, на чиято територия днес е разположен квартал Калето. Земен вал с воден ров е защитавал външния град.

## Крепостна система
Състои се от 3 кръга (пояса) за отбрана, изградени и укрепвани постепенно.
Вътрешният кръг се състои от разположената на брега на р. Дунав цитадела Баба Вида, обкръжена с ров, пълнен с вода.
Средният кръг отстои от вътрешния на 500 – 1000 метра откъм сушата. Той включва:
- каменни крепостни стени – по речния бряг и в дъга по сушата около града;
- каменни крепостни порти (капии) – общо 13 (вкл. 6 на реката и 7 на сушата);
- ров с вода – пред стените, широк около 18 m и дълбок 5 – 6 m.

Стените по реката са двойни, за да се пуска вода между тях. Капиите са били съоръжени с подвижни дървени мостове и охранявани от оръдия, стрелящи през амбразури. Пред речните капии е имало кейове, оградени с масивни стени.
Запазени са повечето капии, 2/3 от северната половина от рова с малка част от стените. Южната половина от рова е засипана и на негово място е създаден парк Рова́“, отделящ стария град (Калето) от по-новите градски части. Главната порта, край централния площад „Бдинци“, е Стамбо̀л капия. Край замъка Баба Вида се намира речната Топ капия. Друга известна порта е Телеграф капия (наименувана по близката турска телеграфо-пощенска станция) в Крайдунавската градина, край която е разположен едноименен ресторант.
Външният кръг отстои от средния на разстояние от около 1 км. Представлява система от земен вал с редути и други фортификационни съоръжения във формата на неправилна дъга. От външната му страна земният вал, подобно на крепостните стени, е бил опасан от ров с вода. Започва при днешния колодрум (някогашната Видбол капия) край реката и завършва при българския терминал на бившата фериботна линия Видин – Калафат на пристанище Видин Север. Днес покрай земния вал откъм града е прокарана улица „Редута“.

## История

### Изграждане
Градската крепост на Видин е изградена частично на основите на древноримската крепост Бонония.
Последната реконструкция на Видинската крепост започва през 1704 г. Тя е проектирана от Гезар Мустафа – унгарски/австрийски инженер, приел исляма. Построена е от българските християнски майстори Гиго, Никола и Танас. Окончателно е завършена (без външния вал) през 1735 г.
Земният вал, известен днес като Редута, е завършен към 1838 г. По-голямата част от него е запазена, но се руши.

### Обсади
Видинската градска крепост е наричана от турците Девствената крепост поради това, че никога не е била завземана със сила.
Oколо 26 септември сборната кръстоносна армия на Владислав III Ягело и Янош Хуняди атакува старата Видинска крепост. Войската се задържа няколко дни, съсипва предградията, към нея се присъединяват много местни българи, но липсват сведения крепостта да е завладяна от кръстоносците.
На 8 май 1792 година Осман Пазвантоглу, подкрепян от видински и белградски еничари, безуспешно напада с пехота и артилерия видинската крепост и конака на управителя Изет Ахмед паша.
По време на обсадата от румънски войски на крепостта през Руско-турската война (1877-1878) османското командване счита, че отбраната е уязвима в направлението от с. Смърдан и с. Иново. Там е подсилена с 3 редута и ложименти. Въпреки ожесточените боеве при Арчар (ноември 1877) и Смърдан крепостта устоява на обсадата през януари 1878 г. и османците я предават едва след нареждане от султана след сключване на Одринското примиерие.
При обсадата на града по време на Сръбско-българската война от 1885 г. капитан Атанас Узунов, командващ Северния фронт, заповядва да се пусне вода от Дунав в рова на крепостта. Така наводнява околностите му и Видин е обграден от вода като остров.
За последен път крепостта и градът се отбраняват от обсадата на сръбските войски през юли 1913 година по време на Междусъюзническата война. Обсадата отново е неуспешна.